# 亀井勝一郎賞
亀井勝一郎賞（かめいかついちろうしょう）は、1969年に亀井勝一郎の遺族により設立され、のちに講談社主催となった文芸評論の新人賞である。
受賞作は亀井の命日である毎年11月4日に発表されていたが、1982年の第14回で終了した。

## 受賞者
| 第1回（1969年）  | 川村二郎 『限界の文学』                    |
| 第2回（1970年）  | 武田友寿 『遠藤周作の世界』                |
| 第3回（1971年）  | 高橋英夫 『批評の精神』                    |
| 第4回（1972年）  | 入江隆則 『幻想のかなたに』                |
| 第5回（1973年）  | 野口武彦 『谷崎潤一郎論』                  |
| 第6回（1974年）  | 該当作なし                                 |
| 第7回（1975年）  | 上田三四二 『眩暈を鎮めるもの』            |
|                  | 上原和 『斑鳩の白い道のうえに 聖徳太子論』 |
| 第8回（1976年）  | 前田愛 『成島柳北』                        |
| 第9回（1977年）  | 該当作なし                                 |
| 第10回（1978年） | 柄谷行人 『マルクスその可能性の中心』      |
|                  | 高田宏 『言葉の海』                        |
| 第11回（1979年） | 宮内豊 『ある殉死、花田清輝論』            |
|                  | 池内紀 『諷刺の文学』                      |
| 第12回（1980年） | 渋沢孝輔 『蒲原有明論』                    |
| 第13回（1981年） | 野島秀勝 『迷宮の女たち』                  |
|                  | 十川信介 『島崎藤村』                      |
| 第14回（1982年） | 渡辺一民 『岸田國士論』                    |
|                  | 粟津則雄 『正岡子規』                      |